# Noč in dan
Obsežni roman v dveh zvezkih Noč in dan (1977) Bena Zupančiča pripoveduje o usodi Jošta Kodra med NOB.

## Zgodba
Ljubljančan Jošt Koder živi  z očetom Petrom in materjo Ano. V pismih opisuje pripetljaje kolesarskega društva sedmih prijateljev: Poldeta Petka, Vinka Prelca, Jošta Kodra, Silva Mačka, Svetozarja Malika, Matjaža Anžura in Ljuba Vesela. Zaljubil se je v Milko, ki ga je na zahtevo svojega očeta zapustila in se poročila z drugim, nekakšno uteho najde v Barbari. S prijatelji skozi zgodbo odraščajo, spopadajo se s prvo ljubeznijo, z izgubo, z vojsko. Ob napadu Nemčije na Jugoslavijo gredo fantje med prostovoljce za obrambo domovoine, vendar Kraljevina Jugoslavija v desetih dnevih razpade, razdelijo si jo Nemci, Italijani, Madžari in Bolgari, pojavi se tudi država Hrvaška. Muc ga nekoč vpraša, če so ga že povabili v Osvobodilno fronto. Barbara je zanjo noč in dan na nogah, teka s sestanka na sestanek. Nekega jo primejo in odpeljejo v zapor, kjer naj bi storila samomor. Njena prijateljica Veronika se oglasi pri Joštu, oba sta prepričana, da je Barbaro nekdo izdal. Boji se ravnatelja Anžura, ki je odklonil povabilo, da bi se pridružil Osvobodilni fronti. Jošt čuti, da bi ob Veroniki imel vse: ljubezen, razum, prijateljstvo. Jošta s prijatelji odpeljejo v taborišče, od koder jih osem uide skozi rov, ki so ga izkopali sami. Veronika mu sporoči, da je obiskala njegovo mater, ko je izvedela, da so ga odpeljali v Italijo. Piše mu tudi mati, da sta z očetom dobro. Prepeljejo ga v vojašnico v Monigu. Veronika mu piše, da se je vrnil oče njenega otroka. Ne dolgo zatem prispe novica, da je Mussolini zaprt, in čez dva dni jih transportirajo domov. 
Jošt se iz italijanskega taborišča vrne v Ljubljano z vlakom. Naslednji dan ga dodelijo Železničarski brigadi in pošljejo v Novo mesto. Borijo se z Italijani, domobranci in Nemci. Osvobodijo grad Turjak in italijanske ujetnike pospremijo na vlak v Kočevje. Odpravijo se proti Gorenjski na novo nalogo. Jošt je v napadu na belogardistični bunker ranjen. Ko okreva, se vrne v domači kraj, kjer dočaka osvoboditev Ljubljane. Nemci odpeljejo njegovo izvoljenko Miro in jo utopijo v Ljubljanici. Jošt sreča mnoge preživele prijatelje iz čet, med njimi tudi očeta, vendar ostaja zagrenjen. Bremeni ga namreč spomin na svojo pokojno Miro.

## Kritike
"Noč in dan je, kot preberemo že v prvem stavku, sestavljen kot "pismo", dolga vrsta pisem mrtvemu dekletu; in tudi na zadnji strani je mogoče prebrati: "Jaz z žalostjo pestujem v srcu dekle, /ki ni dočakala šopka in svobode." Vendar iz romana ni zmerom povsem jasno, kdo piše ta pisma, osrednji junak Jošt Koder ali pisatelj sam?" (Inkret)
"Vodilna misel Zupančičeve zgodbe je preprosta in jasna: to je misel o slovenskem osvobajanju in socializaciji, o napornem, toda skoz in skoz zanosnem prehajanju iz noči v dan, iz stiske in nesreče v eno samo svetlo, neskončno veselje v katerem kopitlja bel žrebec, ki ga množica … posipava s cvetjem /in obdaja s tisočerimi znamenji/ človeške sreče." (Inkret)
"Zupančičev roman-epopeja se začenja v prozi in zaključuje v himničnih stilih." (Inkret)
"Roman vsebuje tudi dokumentarne prvine v zvezi z vojaškimi spopadi in političnimi dogodki, ki pa ob zgodbah posameznih ali skupinskih usod nimajo tako pomembne vloge v samem romanu, da bi besedilo opredeljevali kot zgodovinski ali izrazito vojni roman." (Glušič)

## Ponatis
Roman je bil ponatisnjen leta 1980, gre za skrajšano verzijo romana z 846 strani na 558 strani. Izdan je bil ob 35-letnici osvoboditve. 